# Irina Wiktorowna Kotichina
Irina Wiktorowna Kotichina (russisch Ирина Викторовна Котихина; * 17. Dezember 1980 in Gorki) ist eine russische Tischtennisspielerin. Sie spielte zeitweise in der deutschen Bundesliga und gewann Bronze bei der Europameisterschaft 2007.

## Werdegang
Als Achtjährige begann Kotichina mit dem Tischtennisspielen. Sie wurde Abwehrspielerin. Bei Jugendeuropameisterschaften gewann sie 1995 und 1998 den Titel mit der russischen Mannschaft, 1995 erreichte sie noch im Doppel mit Natalia Lapteva das Endspiel.
1998 verließ sie den Verein Nitel Novgorod und wechselte zum deutschen Bundesligisten Rot-Weiß Klettham-Erding. In der folgenden Saison 1999/2000 spielte sie für Team Galaxis Lübeck, danach für den TTFC Burgwedel. Später kehrte sie wieder nach Russland zurück und erzielte mit Nischni Nowgorod nationale Erfolge.
1999 heiratete sie und wurde Ende 2003 Mutter. Da ihr Ehemann häufig beruflich unterwegs war ließ ihr die Kindererziehung weniger Zeit zum Trainieren im Vergleich mit anderen Tischtennisprofis.

## Europameisterschaft 2007
Die Europameisterschaft 2007 war das erste wichtige Turnier, wo sie wieder international in Erscheinung trat. Daher zeigten sich Fachkreise überrascht, dass sie mit der Mannschaft Zweiter wurde und im Einzel die Bronzemedaille gewann. Durch Siege über Mie Skov (Dänemark), Ekaterina Ntoulaki (Griechenland), Li Qianbing (Österreich) und Nicole Struse (Deutschland) erreichte sie das Halbfinale. Hier unterlag sie der späteren Europameisterin Li Jiao (Niederlande).

## Weitere internationale Auftritte
Bei der Europameisterschaft 2008 kam sie im Doppel ins Viertelfinale. Bisher nahm sie viermal an Weltmeisterschaften teil, nämlich 2001, 2006, 2007 und 2008. Auch bei den Olympischen Spielen 2008 war sie vertreten.
Aktuell (Juni 2009) belegt sie Rang 90 in der ITTF-Weltrangliste. Ihre beste Platzierung seit 2000 war Rang 69 (Juni 2007, Februar und März 2008).

## Turnierergebnisse
| Verband | Veranstaltung                         | Jahr | Ort            | Land | Einzel     | Doppel        | Mixed         | Team |
| ------- | ------------------------------------- | ---- | -------------- | ---- | ---------- | ------------- | ------------- | ---- |
| RUS     | Europameisterschaft                   | 2008 | St. Petersburg | RUS  |            | Viertelfinale |               |      |
| RUS     | Europameisterschaft                   | 2007 | Belgrad        | SRB  | Halbfinale |               | Viertelfinale | 2    |
| RUS     | Jugend-Europameisterschaft (Kadetten) | 1995 | Den Haag       | NED  |            | Silber        |               | 1    |
| RUS     | Jugend-Europameisterschaft (Junioren) | 1998 | Norcia         | ITA  |            |               |               | 1    |
| RUS     | Olympische Spiele                     | 2008 | Peking         | CHN  | letzte 128 |               |               |      |
| RUS     | Pro Tour                              | 2008 | Velenje        | SVN  | Halbfinale | Gold          |               |      |
| RUS     | Pro Tour                              | 2007 | Toulouse       | FRA  | letzte 64  |               |               |      |
| RUS     | Pro Tour                              | 2007 | St Petersburg  | RUS  | letzte 64  | Viertelfinale |               |      |
| RUS     | Pro Tour                              | 2007 | Chiba          | JPN  | letzte 64  | letzte 16     |               |      |
| RUS     | Pro Tour                              | 2007 | Doha           | QAT  | letzte 64  |               |               |      |
| RUS     | Pro Tour                              | 2007 | Zagreb         | HRV  | letzte 32  |               |               |      |
| RUS     | Pro Tour                              | 2006 | Bayreuth       | GER  | letzte 16  | letzte 16     |               |      |
| RUS     | Pro Tour                              | 2006 | St Petersburg  | RUS  | letzte 32  | Viertelfinale |               |      |
| RUS     | Pro Tour                              | 2006 | Belgrad        | SRB  | letzte 32  |               |               |      |
| RUS     | Pro Tour                              | 2006 | Doha           | QAT  | letzte 32  | letzte 16     |               |      |
| RUS     | Pro Tour                              | 2006 | Zagreb         | HRV  |            | letzte 16     |               |      |
| RUS     | Pro Tour                              | 2005 | St. Petersburg | RUS  | Silber     | letzte 16     |               |      |
| RUS     | Pro Tour                              | 2005 | Zagreb         | HRV  | letzte 64  |               |               |      |
| RUS     | Pro Tour                              | 2004 | Wels           | AUT  | letzte 64  |               |               |      |
| RUS     | Pro Tour                              | 2004 | Aarhus         | DEN  |            | letzte 16     |               |      |
| RUS     | Weltmeisterschaft                     | 2008 | Guangzhou      | CHN  |            |               |               | 16   |
| RUS     | Weltmeisterschaft                     | 2007 | Zagreb         | HRV  | letzte 64  | letzte 32     | letzte 128    |      |
| RUS     | Weltmeisterschaft                     | 2006 | Bremen         | GER  |            |               |               | 13   |
| RUS     | Weltmeisterschaft                     | 2001 | Osaka          | JPN  | letzte 128 | Qual          | keine Teiln.  | 23   |